# What the Toll Tells
What the Toll Tells es el segundo álbum de estudio el dúo Two Gallants lanzando en febrero de 2006. Fue grabado en Tiny Telephone Studios, San Francisco, durante febrero de 2005.
Este álbum fue el lanzamiento número #91 de Saddle Creek Records.

## Respuesta de la crítica
What the Toll Tells recibió reseñas generalmente favorables de críticos musicales a lo largo del país. El álbum recibió un puntaje de 71/100 en Metracritic.

## Controversia
La canción "Long Summer Day", que está basada en la canción de Moses Platt, fue criticada en muchas publicaciones de reseñas del álbum, incluida la revista Prefix y Pitchfork Media. La canción describe un hombre de piel oscura que tiene que lidiar con un jefe blanco, y considerando una posible reacción violenta. El uso de la palabra "nigger" fue controvertido, con muchas reseñas afirmando que Two Gallants (ambos siendo personas de piel blanca) estaban "tomando prestada la alteridad" al escribir la canción. Two Gallants respondió en su sitio web con un tono sarcástico, reclamando que no sabían que no tenían permitido "escribir sobre el pasado vergonzoso de nuestro país" y que están obligados a escribir acerca de "los juicios de dos urbanistas de piel pálida que nunca han conocido un día de lucha en sus vidas".

## Lista de canciones
1. "Las Cruces Jail" – 5:46
2. "Steady Rollin'" – 4:28
3. "Some Slender Rest" – 8:57
4. "Long Summer Day" – 4:54
5. "The Prodigal Son" – 3:13
6. "Threnody" – 9:34
7. "16th St. Dozens" – 5:15
8. "Age of Assassins" – 8:01
9. "Waves of Grain" – 9:34
10. "Big Lucille" (vinyl only)
11. "Negrophilia Blues" (vinyl only)

## Créditos
- Alberto Cuéllar - Antonio Cuellar Trombón, trompeta
- Jackie Perez Gratz - Vilonchelo
- Alan Hynes - Diseño
- Chelsea Jackson (pseudónimo de Adam Stephens) - Guitarra, armónica, voz
- Dan Kasin - Administración
- Scott Solter - Ingeniero, mezcla
- Doug VanSloun - Masterización
- Auggie Washington (pseudónimo de Tyson Vogel) - Batería, voz